# Каркалайське сільське поселення
Каркала́йське сільське поселення (рос. Каркалайское сельское поселение) — муніципальне утворення у складі Увинського району Удмуртії, Росія. Адміністративний центр — село Каркалай.
Населення — 1903 особи (2015; 1985 в 2012, 2031 в 2010).

## Історичні відомості
Адміністративна одиниця утворена 2005 року перетворенням Каркалайської сільської ради.
Голови:
- 2008–2012 — Черм'янін Василь Володимирович
- 2012-2016 — Ветров Олексій Володимирович

## Склад
До складу поселення входять такі населені пункти:
| Населений пункт            | Населення, осіб (2010) | Населення, осіб (2012) |
| -------------------------- | ---------------------- | ---------------------- |
| Великий Каркалай, присілок | 256                    | 251                    |
| Каркалай, село             | 1772                   | 1731                   |
| Квака, присілок            | 3                      | 3                      |

У поселенні діють школа, садочок з бібліотекою, фельдшерсько-акушерський пункт.